# Hylopanchax silvestris
Hylopanchax silvestris és una espècie de peix de la família dels pecílids i de l'ordre dels ciprinodontiformes.

## Distribució geogràfica
Es troba a Àfrica: República Democràtica del Congo.